# Skaftárhreppur
Skaftárhreppur – gmina w południowej Islandii, w regionie Suðurland, rozciągająca się między lodowcami Mýrdalsjökull i Vatnajökull oraz między rzeką Tungnaá na północy a wybrzeżem atlantyckim na południu. Nazwa gminy pochodzi od przepływającej przez gminę rzeki lodowcowej Skaftá. Rozległa gmina obejmuje górzyste wnętrze oraz nadbrzeżne równiny aluwialne z licznymi lagunami. Na początku 2018 roku gminę zamieszkiwało 560 mieszk., głównie w rozproszonym osadnictwie. Jedyną większą osadą jest Kirkjubæjarklaustur (176 mieszk.), gdzie mieści się siedziba gminy. Przez gminę przebiega droga krajowa nr 1.

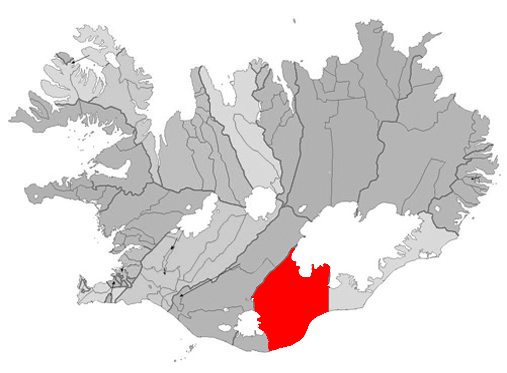
Położenie gminy Skaftárhreppur

Gmina powstała w 1990 roku z połączeniu pięciu małych gmin: Hörglandshreppur, Kirkjubæjarhreppur, Skaftártunguhreppur, Leiðvallahreppur i Álftavershreppur.
Do atrakcji turystycznych gminy należą:
- położony w okolicy Kirkjubæjarklaustur kanion Fjaðrárgljúfur
- szczeliny wulkaniczne Laki i Eldgjá.